# Vejvanov
Vejvanov är en ort i Tjeckien.   Den ligger i regionen Plzeň, i den västra delen av landet, 60 km väster om huvudstaden Prag. Vejvanov ligger 458 meter över havet och antalet invånare är 201.
Terrängen runt Vejvanov är platt åt sydväst, men åt nordost är den kuperad. Runt Vejvanov är det ganska tätbefolkat, med 80 invånare per kvadratkilometer. Närmaste större samhälle är Rokycany, 14,6 km söder om Vejvanov. I omgivningarna runt Vejvanov växer i huvudsak blandskog.